# 섀키
섀키(아제르바이잔어: Şəki)는 아제르바이잔 북서부와 볼쇼이캅카스산맥 남쪽 기슭에 위치한 도시로, 인구는 65,045명(2008년 기준)이다.

## 자매 도시
- 불가리아 가브로보
- 벨라루스 슬루츠크
- 튀르키예 기레순
- 우크라이나 즈메린카
- 튀르키예 랍세키